# Maletero

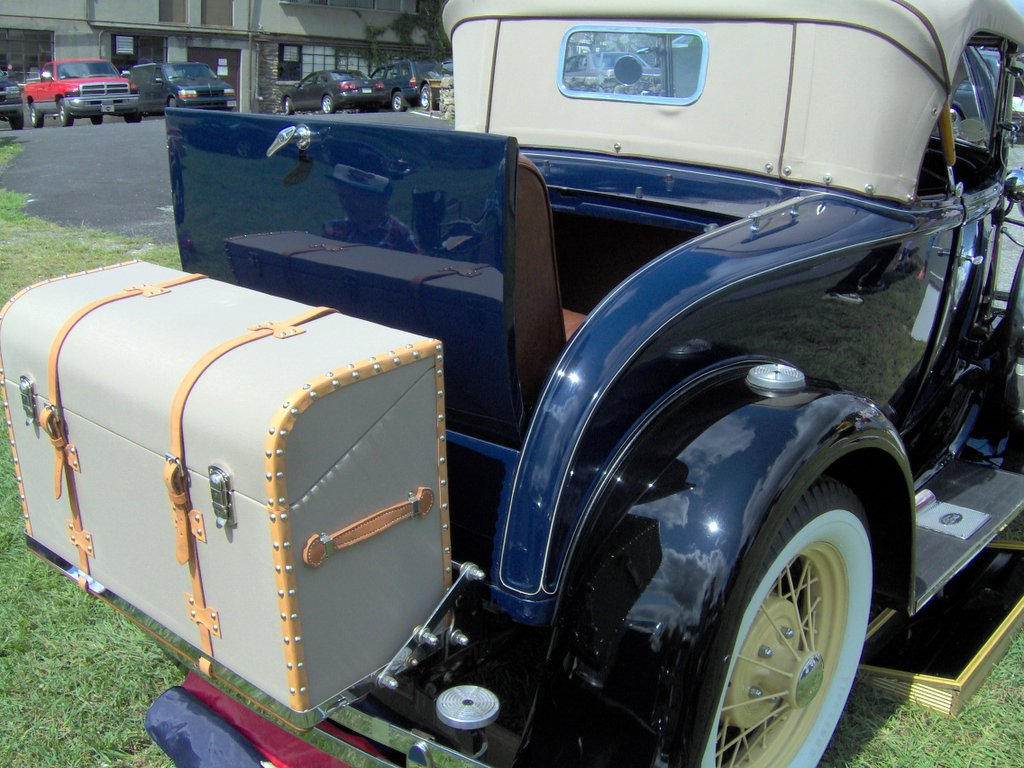
Este antiguo modelo de Ford traía el maletero separado de la carrocería.

El maletero, baúl, portabultos, maleta, valijero, cajuela o maletera de un automóvil es el compartimento destinado a guardar el equipaje.
El compartimento puede estar ubicado tanto en la parte trasera como en la delantera del vehículo, normalmente en el lado opuesto al del motor. La gran mayoría de los vehículos lo tienen en la parte trasera. Cuando la tapa del maletero incluye a la luneta trasera, se suele decir que tiene un «portón trasero» en lugar de una «tapa trasera».

## Diseños
El maletero suele estar ubicado en la parte trasera del vehículo. Los primeros maleteros consistían en una parrilla en el exterior del vehículo en la que se ataban los baúles. Posteriormente esta área de almacenamiento se fue incorporando dentro del cuerpo del vehículo, de una forma más integrada. El compartimento principal de almacenaje suele estar ubicado en la parte opuesta al motor del vehículo.

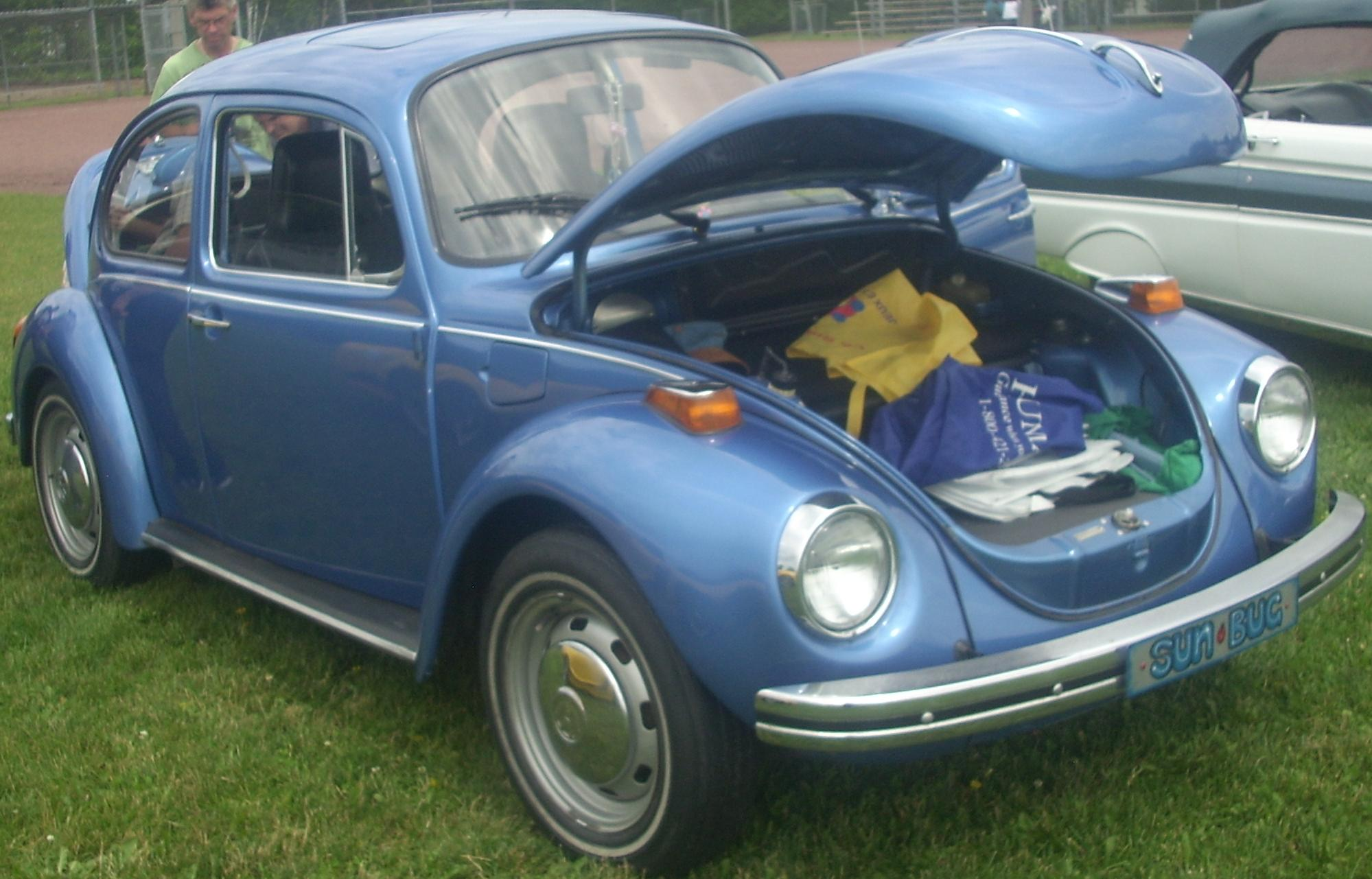
Maletero frontal (o fraletero) de un Volkswagen Escarabajo.

Algunos vehículos tienen el maletero delante del espacio habitable, como por ejemplo los vehículos de motor trasero y tracción trasera como el VW Beetle, el Porsche 911 o vehículos eléctricos como el Tesla Model S. Esta solución se conoce ampliamente como Fraletero, derivado de Maletero frontal, así como en inglés se le conoce como Frunk (front trunk).

## Accionamiento automático
Los nuevos vehículos suelen llevar un portón automático, a fin de facilitar la carga, en especial cuando el usuario lleva las dos manos ocupadas.
De esta manera, algunos automóviles liberan el pestillo y accionan una unidad, ya sea hidráulica (BMW Serie 7) o eléctrica (BMW X6), que empuja la tapa de la cajuela lejos de la cerradura, abriéndose de esta manera el maletero y revelando la tapa la apertura. Esta puede ser bajada y cerrada de nuevo eléctricamente.